# خولیسا
خولیا ایسابل د یانو ماسِدو (اسپانیایی: Julia Isabel de Llano Macedo‎؛ زادهٔ ۸ آوریل ۱۹۴۴) هنرپیشه تله‌نوولا، سینما، تئاتر و تلویزیون، تهیه‌کننده تله‌نوولا، خواننده اهل مکزیک است. وی از سال ۱۹۶۲ میلادی تاکنون مشغول فعالیت بوده‌است.

## گزیده فیلمشناسی
از فیلم‌ها یا برنامه‌های تلویزیونی که وی در آن نقش داشته‌است می‌توان به گناه‌کار (۱۹۶۵)، نوجوانان (۱۹۶۸) اشاره کرد.